# Henri d'Orléans, duce de Aumale
Henri Eugène Philippe Louis d'Orléans, duce de Aumale (16 ianuarie 1822 – 7 mai 1897) a fost al cincilea și cel mai mic fiu din cei zece copii ai regelui Ludovic-Filip al Franței și ai reginei Maria Amalia a celor Două Sicilii. A fost un lider al cauzei orleaniste în Franța.

## Primii ani

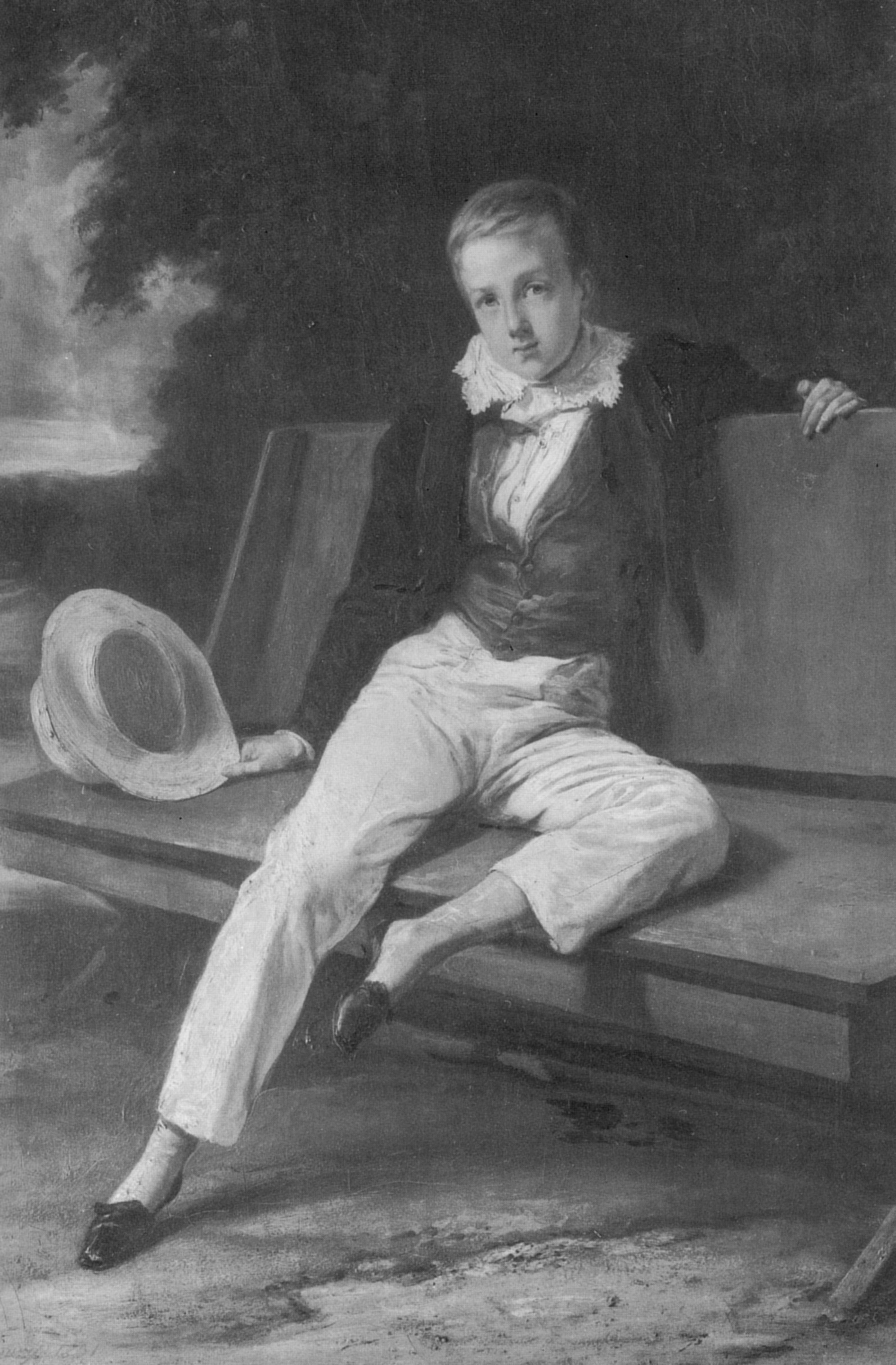
Portret al Prințul Henri la vârsta de 9 ani.

Prințul Henri s-a născut la Palais Royal din Paris. La vârsta de opt ani a moștenit o avere estimată la 66 de milioane de livre (aproximativ 200 de milioane de £ astăzi) și terenuri de la nașul său, Louis al VI-lea Henri de Bourbon-Condé, ultimul prinț de Condé. De asemenea, Henri a moștenit faimosul Castel Chantilly și domeniile Saint-Leu, Taverny, Enghien, Montmorency și Mortefontaine. Și-a făcut studiile la colegiul "Henri IV" din Paris înainte de a intra în armată la 16 ani cu rangul de căpitan de infanterie.

## Căsătorie și copii
La 25 noiembrie 1844, la Neapole, s-a căsătorit cu Prințesa Maria Carolina de Bourbon-Două Sicilii, fiica lui Leopold, Prinț de Salerno și a soției lui, Arhiducesa Maria Clementina de Austria. Cuplul a avut patru copii, dintre care doar doi au supraviețuit adolescenței:
- Louis Philippe Marie Léopold de Orléans, Prinț de Condé (1845–1866); născut la Saint-Cloud.
- François Louis de Orléans, Duce de Guise (1854–1872); născut la Twickenham.

## Cariera militară și exilul
S-a distins în timpul invaziei franceze din Algeria. În 1847 a devenit locotenent-general și a fost numit guvernator general al Algeriei, poziție pe care a deținut din 27 septembrie 1847 până la 24 februarie 1848.

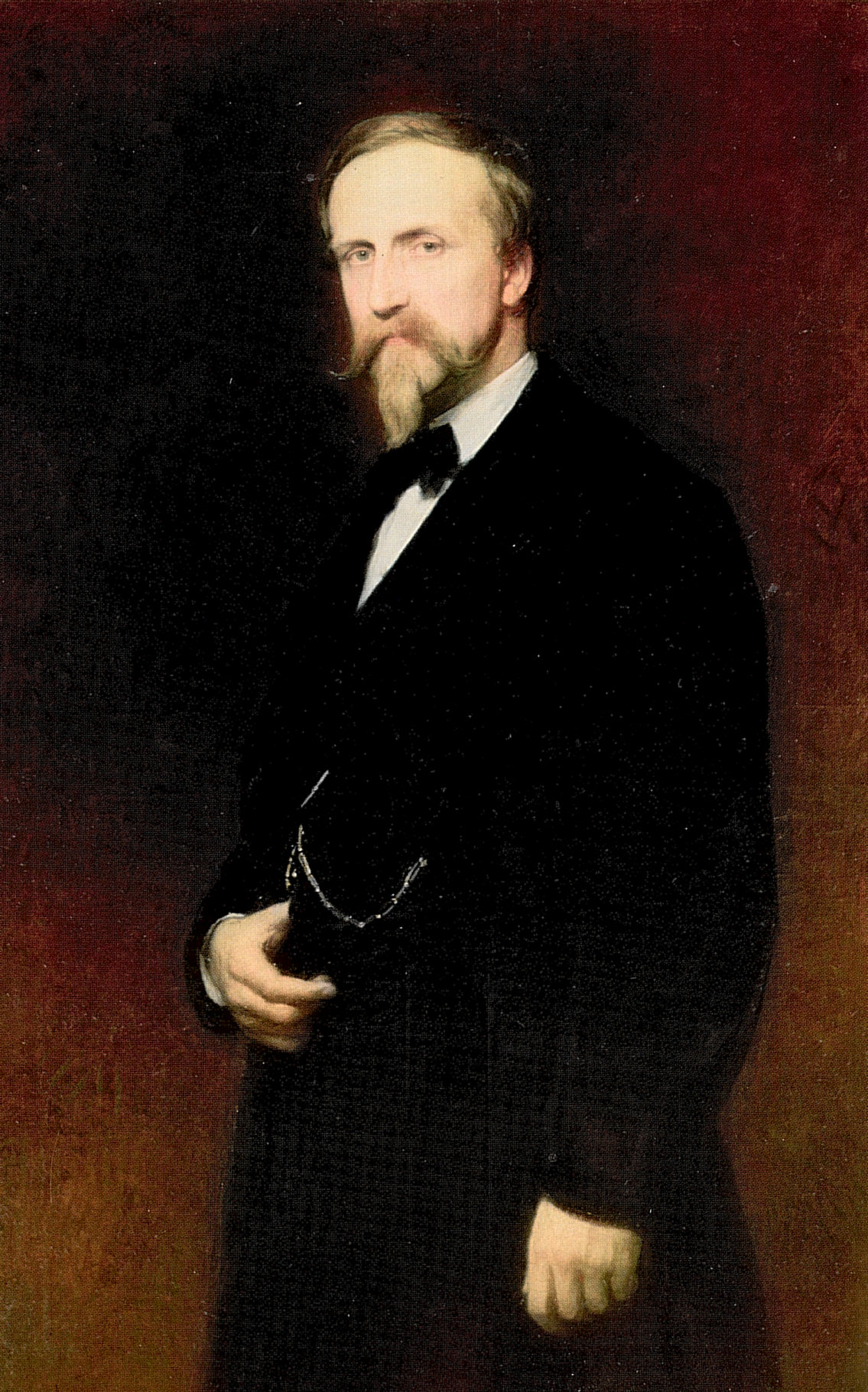
Portret al Ducelui de Orléans Henri-Eugène-Philippe-Emmanuel, 1866.

După Revoluția de la 1848 din Franța, a fost înlocuit de Thomas-Robert Bugeaud în funcția de guvernator și s-a retras în Anglia pentru 23 de ani unde s-a îndeletnicit cu studii istorice și militare. Este autorul Histoire des princes de Condé,  a cercerărilor asupra La Captivité du roi Jean Le Siège d'Alésia și a studiilor privind infanteria ușoară și Austria publicate de "Revue des Deux Mondes". 
În 1861, într-o broșură intitulată Scrisoare despre istoria Franței adresată prințului Napoléon, el a răspuns vehement Prințului Napoléon, vărul împăratului Napoleon al III-lea, care într-un discurs la Senat pe 1 martie a atacat violent membri ai familiilor regale acuzându-i de trădarea "steagului lor, cauzei lor și a prințului lor pentru o popularitate personală falsă". Broșura a fost confiscată și editorul și cel care a imprimat-o au fost condamnați. În 1865, guvernul imperial s-a opus, de asemenea, publicării Histoire des princes de Condé, care totuși a fost publicat în 1869.
La izbucnirea războiului franco-prusac, și-a oferit voluntar serviciile pentru armata franceză, dar oferta sa a fost refuzată. Ales deputat de Oise la 8 februarie 1871 s-a întors în Franța. La 6 octombrie 1873 a prezidat în calitate de decan al generalilor de divizie, la Marele Trianon de la Versailles, consiliul de război care l-a condamnat la moarte pe mareșalul Bazaine - comandant șef al armatei la 13 august 1870 - care la 17 octombrie a încercat să explice capitularea de la Metz din 27 octombrie 1870: "Nu am avut nici un guvern (legal); nu m-am condus decât de conștiința mea".
A fost numit comandant al corpului VII de armată la Besançon și s-a retras din viața politică; în 1879 a devenit inspector-general al armatei. Actul excepțiilor care a trecut în 1883 a lipsit toți membrii familiilor care au domnit în Franța de pozițiile lor militare. În consecință, ducele de Aumale a fost pus pe lista de șomeri.
În primăvara anului 1897 la vârsta de 75 de ani s-a dus să-și petreacă câteva zile la Zucco, Sicilia unde a decedat.

## Arbore genealogic
1. 1 2 3  Union List of Artist Names, 24 septembrie 2020, accesat în 21 mai 2021
2. ↑  RKDartists, accesat în 1 iulie 2020
3. ↑  Autoritatea BnF, accesat în 10 octombrie 2015